# Ignác Tirsch
Ignác Tirsch SJ (2. června nebo 2. července 1733, Chomutov – 18. května 1781, tamtéž) byl římskokatolický kněz jezuita, který byl v letech 1762–1767 misionářem Tovaryšstva Ježíšova v Mexiku.

## Život
Po absolutoriu jezuitského gymnázia a noviciátu v Chomutově vstoupil roku 1754 do semináře v Brně. Počátkem roku 1756 odcestoval do Cádizu, kde se připravoval na misijní cestu. Odtamtud 20. března téhož roku odplul do Mexika, kde dokončil svá studia na školách v Tepotzotlánu, na jezuitské škole Ducha svatého v Pueble a ve škole v Mexico City.
V roce 1761 společně s krajanem Václavem Linkem odcestoval do Loretánské misie na poloostrov Baja California. Link pokračoval dále na sever a Tirsch na jih, aby se zúčastnil mise do Santiago de los Cora, později byl poslán do misijní stanice San José del Cabo Añuití v Dolní Kalifornii. Po celou dobu své šestileté misie působil také jako přírodovědec, architekt a výtvarník-dokumentátor.  Svými akvarely a schematickými kresbami zdokumentoval tamní krajiny, flóru, faunu, obyvatelstvo a názvosloví v indiánských jazycích a v němčině, zčásti je proložil také pojmy španělskými. Tirsch zachycoval především místní jména, rostliny a živočichy. Sestavil systematicky koncipovaný Codex pictoricus Mexicanus mimořádné historické a přírodovědecké hodnoty, který se dochoval v Národní knihovně.